# François Laurent d'Arlandes
François Laurent le Vieux d'Arlandes (n. 1742 – d. 1 mai 1809) a fost un marchiz și ofițer francez, pionier al zborului cu balonul cu aer cald. Împreună cu Jean-François Pilâtre de Rozier, el a efectuat primul zbor uman într-un balon la 21 noiembrie 1783, într-un balon Montgolfier.
D'Arlandes s-a născut la Anneyron în Dauphiné. L-a cunoscut pe Joseph Montgolfier la colegiul iezuit de la Tournon. A devenit apoi ofițer de infanterie în garda regală franceză.
Prima demonstrație publică a unui balon efectuată de frații Montgolfier a avut loc în iunie 1783, fiind urmată de zborul fără frânghie al unui balon cu o oaie, un câine și o rață din curtea din fața Palatului Versailles la 19 septembrie. Regele Franței Ludovic al XVI-lea a hotărât că primul zbor al unui om va fi efectuat cu doi criminali condamnați, dar de Rozier și-a asigurat ajutorul ducesei de Polignac, care i-a susținut opinia că cinstea de a fi primul om care zboară în balon trebuie să revină unei persoane de înaltă statură socială, iar marchizul d'Arlandes a acceptat să-l însoțească. Regele s-a lăsat convins să le permită lui d'Arlandes și de Rozier să devină primii piloți.
După mai multe teste cu balonul legat cu frânghia, teste din care cei doi au câștigat experiență la controlul balonului, de Rozier și d'Arlandes au efectuat primul zbor nelegat într-un balon cu aer cald Montgolfier la 21 noiembrie 1783, ridicându-se la orele 2 p.m. din grădina de la Château de la Muette din Bois de Boulogne, în prezența regelui. Zborul lor de 25 de minute i-a dus încet la circa 9 km distanță către sud-est, ajungând la o altitudine de 900 m, înainte de a coborî la sol la Butte-aux-Cailles, pe atunci o suburbie a Parisului. După zbor, piloții au băut șampanie pentru a sărbători zborul, tradiție păstrată la zborurile cu balonul până în ziua de azi.
D'Arlandes a propus în 1784 o inițiativă de a traversa Canalul Mânecii în balon în 1784, dar planul său nu s-a materializat. După Revoluția Franceză, a fost destituit din armată pentru lașitate, și a murit în castelul său de la Saleton lângă Anneyron.
1. ↑  François Laurent Arlandes, opac.vatlib.it
2. 1 2 3  Autoritatea BnF, accesat în 10 octombrie 2015
3. ↑  François Laurent, marquis d' Arlandes, Faceted Application of Subject Terminology, accesat în 9 octombrie 2017
4. ↑  François Laurent  Arlandes de Salton, Bibliographie annuelle de l'histoire de France
5. ↑  François-Laurent d'Arlandes, Roglo
6. ↑  François-Laurent D'arlandes, GeneaStar